# Christian Rojas
Christian Antonio Rojas (Paraguarí, Paraguay, 11 de junio de 1985) es un futbolista paraguayo. Juega como defensa y actualmente se encuentra sin equipo.

## Trayectoria
Comenzó en las inferiores del 3 de Febrero. En 2007 fue transferido al  Cerro Porteño (Presidente Franco). Para el año 2008 refuerza al Tampico Madero de la Primera División 'A' de México. En 2009 ficharía por el Deportes Savio de la Liga Nacional de Honduras. Regresa al fútbol mexicano para vestir los colores de los Estudiantes de Altamira a partir del Torneo Apertura 2010. En 2012 concreta su regreso al Cerro Porteño (Presidente Franco), convirtiéndose en pieza fundamental del onceno que disputó la Primera División de Paraguay.

## Clubes
| Club                    | País     | Año             |
| ----------------------- | -------- | --------------- |
| 3 de Febrero            | Paraguay | 2006            |
| Cerro Porteño (PF)      | Paraguay | 2007 - 2008     |
| Tampico Madero          | México   | 2008 - 2009     |
| Deportes Savio          | Honduras | 2009 - 2010     |
| Estudiantes de Altamira | México   | 2010 - 2012     |
| Cerro Porteño (PF)      | Paraguay | 2012            |
| 3 de Febrero            | Paraguay | 2013            |
| Cerro Porteño (PF)      | Paraguay | 2013 - Presente |